# Förstakammarvalet i Sverige 1866
Förstakammarvalet i Sverige 1866 var det första valet till den svenska tvåkammarriksdagens första kammare. Valet utfördes av landstingen och i de städer som inte hade något landsting utfördes valet av stadsfullmäktige. För att vara valbar till första kammaren krävdes en årsinkomst på 4 000 riksdaler eller en fastighet taxerad till minst 80 000 riksdaler. Bara män var valbara. Riksdagsledamoten behövde dock inte bo i valkretsen han representerade, till skillnad från andra kammaren. Rösträtten vid val till landstingen var också graderad så att rika hade fler röster. Också bolag kunde få stort inflytande genom de kommunala rösträttsbestämmelserna.
Mandatperioden för en ledamot i första kammaren var 9 år.

## Valresultat
| Valkrets                | Valmän | Deltagande valmän | Valda | Valda        |
| Valkrets                | Valmän | Deltagande valmän | Antal | Varav adliga |
| ----------------------- | ------ | ----------------- | ----- | ------------ |
| Stockholms stad         | 100    | 96                | 4     | 2            |
| Stockholms län          | 39     | 38                | 4     | 2            |
| Uppsala län             | 29     | 29                | 3     | 2            |
| Södermanlands län       | 40     | 40                | 4     | 4            |
| Östergötlands län       | 69     | 66                | 8     | 5            |
| Jönköpings län          | 44     | 43                | 6     | 4            |
| Kronobergs län          | 35     | 35                | 5     | 2            |
| Kalmar läns norra       | 24     | 24                | 3     | 3            |
| Kalmar läns södra       | 36     | 36                | 4     | 2            |
| Gotlands län            | 26     | 26                | 1     | 1            |
| Blekinge län            | 31     | 31                | 4     | 3            |
| Kristianstads län       | 52     | 51                | 7     | 6            |
| Malmöhus län            | 79     | 79                | 10    | 8            |
| Hallands län            | 33     | 33                | 4     | 3            |
| Göteborgs och Bohus län | 51     | 50                | 6     | 2            |
| Göteborgs stad          | 50     | 47                | 1     | 1            |
| Älvsborgs län           | 70     | 70                | 9     | 4            |
| Skaraborgs län          | 60     | 59                | 7     | 6            |
| Värmlands län           | 63     | 62                | 8     | 6            |
| Örebro län              | 44     | 44                | 5     | 3            |
| Västmanlands län        | 33     | 32                | 3     | 2            |
| Kopparbergs län         | 49     | 49                | 5     | 3            |
| Gävleborgs län          | 41     | 41                | 4     | 0            |
| Västernorrlands län     | 35     | 35                | 4     | 2            |
| Jämtlands län           | 21     | 21                | 2     | 2            |
| Västerbottens län       | 23     | 23                | 2     | 0            |
| Norrbottens län         | 22     | 20                | 2     | 0            |
| Hela Sverige            | 1 199  | 1 180             | 125   | 78           |